# Macka (element w anime)

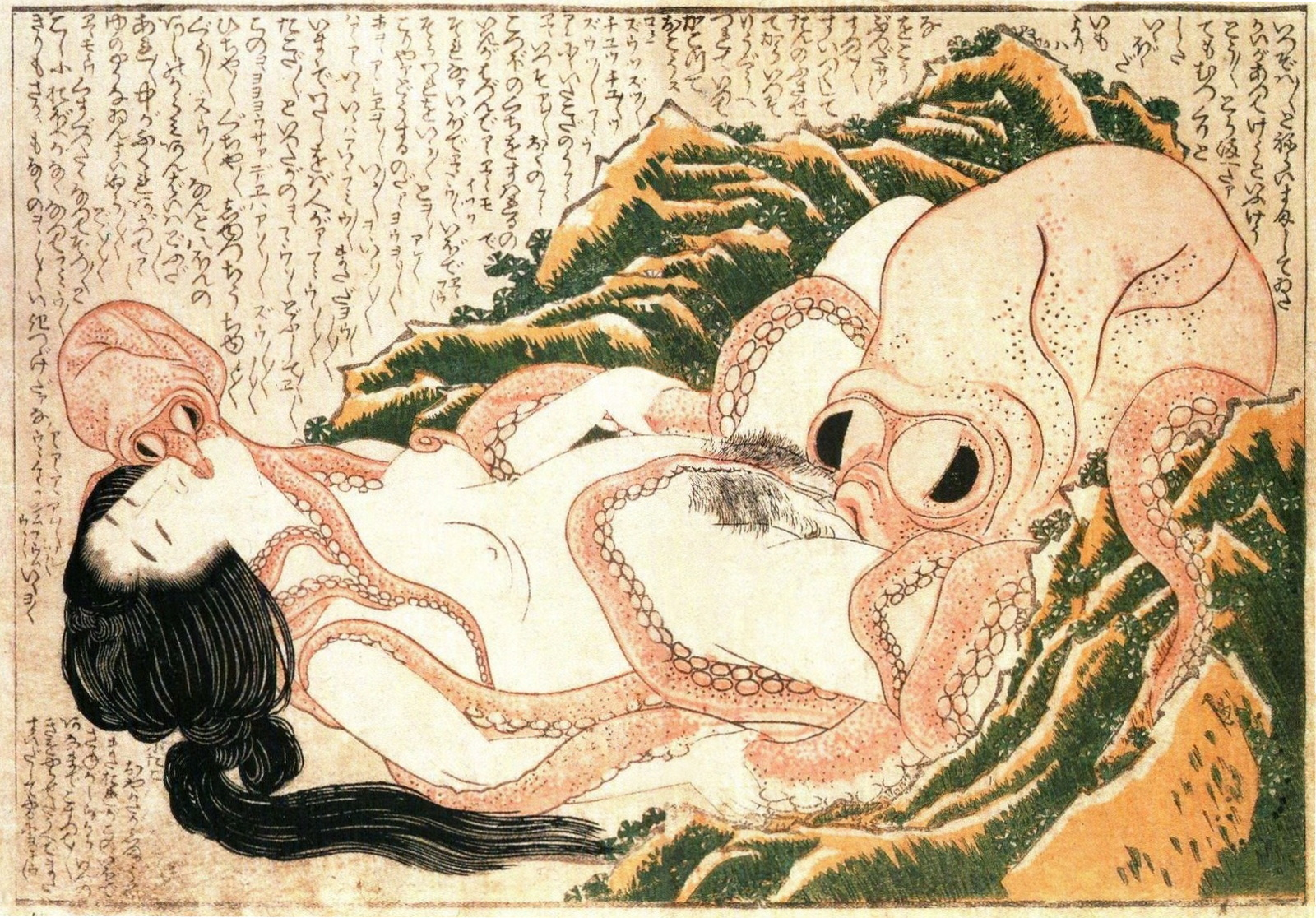
Jeden z pierwszych przykładów użycia macek w japońskiej sztuce.

Macki – fenomen właściwy anime i mandze, w szczególności gatunkowi hentai. Są to wydłużone, giętkie wypustki, czasami o fallicznym kształcie, występujące u przedstawianych potworów czy demonów, zwanych niekiedy mackostworami.
Po raz pierwszy macki wystąpiły w anime i mandze w latach 80., gdy japońska cenzura kinematograficzna i komiksowa zakazała wyrazistego przedstawiania męskich genitaliów. Jako formę cenzurowania grafiki sugerowano popularne do dziś zasłanianie fragmentów obrazu rozmytymi plamami barw. Producenci filmowi, niechętni takiemu ingerowaniu w obraz, szybko znaleźli sposób na ominięcie nowego przepisu – powstawać zaczęły horrory erotyczne, w których oprócz ludzi występują istoty fantastyczne (potwory, demony, mutanci czy kosmici) zamiast członków posiadający liczne narządy kopulacyjne, czasem kilkumetrowej długości. Paradoksalnie, ukazywanie kopulacji przy pomocy takich organów okazało się zgodne z prawem.
Pierwszych nawiązań do mackokształtnych organów wykorzystywanych w kontekście seksualnym można jednakże dopatrywać się o wiele wcześniej, w XIX-wiecznych rycinach erotycznych typu shunga (np. Sen żony rybaka Hokusaia).
Macek nie należy jednak kojarzyć tylko z animowaną pornografią (hentai). Choć zdecydowanie rzadziej, pojawiają się również w nieerotycznych animowanych horrorach, filmach science-fiction czy fantasy, nie mając znaczenia ściśle seksualnego i stanowiąc jedynie element grozy lub parodii.
Najbardziej uznanym twórcą „tentacle” jest Toshio Maeda, którego manga Urotsukidoji stanowi najważniejsze dzieło gatunku.